# Рідкіснометалічна провінція Українського щита
Рідкіснометалічна провінція Українського щита.
Український щит займає понад 40% території України і є великою і основною рідкіснометалічною провінцією нашої країни. Тут встановлені 22 рідкіснометалічних формації, що сформувалися у зв’язку з ранньопротерозойськими рухливими поясами і пізньопротерозойськими накладеними зонами тектоно-магматичної і тектоно-метасоматичної активізації. У цих зонах мали місце гранітоїдний і лужний магматизм, пегматитоутворення і метасоматичні процеси. 
Найбільший інтерес являють комплексні родовища, пов’язані з рідкіснометалічними гранітами і сієнітами, пегматитами заміщення і лужними метасоматитами. Виділяється також декілька рудних формацій кір вивітрювання і розсипів.
Розвідані і підготовлені до експлуатації Пержанське родовище берилію, Жовторічинське уран-ванадій-скандієве, розвідане Новополтавське комплексне апатит-рідкісноземельно-ніобієве родовище, а також циркон-ніобієве Мазурівське. Продовжується розвідка Азовського цирконій-рідкіснометалічного родовища у Приазов’ї, встановлена перспективність на літій Полохівського, Станковатського і Шевченківського родовищ Кіровоградського блоку Українського щита.
Особливий інтерес являють унікальні Пержанське берилієве і Азовське цирконій-рідкісноземельне родовища.
Пержанське родовище належить до нового і поки що єдиного в світі типу високоякісних руд у лужних (полевошпатових) метасоматитах. Основні рудні мінерали представлені ґентгельвіном, фенакітом, сфалеритом. Освоєння цього розвіданого і підготовленого до експлуатації родовища дозволить уперше в світовій практиці отримати новий геолого-промисловий тип рідкісноземельної мінеральної сировини. Разом з берилієм з руд Пержанського родовища можна вилучати Та, Nb,  рідкісноземельні елементи, Zr, F, Li, Мо, Sn, W, Au, Ag, Zn, Cd.
Крім Пержанського берилієвого родовища в межах Сущано-Пержанської металогенічної зони (СПЗ), приуроченої до крайової північно-західної частини Українського щита, виявлене Ястребецьке рідкіснометалічно-рідкісноземельне родовище, а також ряд перспективних рудопроявів. СПЗ контролюється витягнутою в північно-східному напрямі лінійною тектонічною структурою довжиною 200 км і шириною 10–30 км. Найбільш вивчене Пержанське родовище, приурочене до полевошпатових метасоматитів і лужних гранітів докембрію. Воно представлене ґентгельвіновими і фенакітовими рудами, що зустрічаються як спільно, так і відособлено один від одного. Ґентгельвінове зруденіння локалізується в зонах північно-східного простягання, що падають під кутами 40–70 ° на північний захід. Кожна рудна зона протяжністю до 5 км при ширині 35–100 м представлена зближеними згідними тілами метасоматитів, що розташовані кулісоподібно. Потужність рудних тіл від перших метрів до 20–30 м. Характерні роздування і виклинювання. Рудні тіла обмежені смугою 5–30 м гранітів з новоутвореним блакитним кварцом. 
Фенакітове зруденіння, що формується на ранній стадії мінералоутворення, представлене головним рудним мінералом фенакітом, як акцесорні присутні каситерит, колумбіт, циркон. Руди бідні, вміст ВеО не перевищує 0,1 %.
Ґентгельвінове зруденіння, що формується при подальшому розвитку метасоматичних процесів (пізній лужний метасоматоз, ґрейзенізація), представлене широким спектром рудних мінералів: ґентгельвіном, фенакітом, каситеритом, циртолітом, флюоритом, колумбітом, вольфрамітом, бастнезитом, сфалеритом, ґаленітом, торитом. У метасоматитах відбувається накопичення великої кількості рідкісних елементів — Nb, Та, Sn, Zn, рідкісноземельні елементи, Th, Li, Rb, Cs, Pb, Мо, F і ін. 
Берилій на 97–99 % пов’язаний з двома мінералами: ґентгельвіном (до 97 %) і фенакітом (до 2–3 %). Середній вміст ВеО в рудах — 0,55 %. Руди є високотехнологічними. На лабораторних і напівпромислових пробах відпрацьована ефективна технологічна схема збагачення руд з отриманням кондиційного берилієвого концентрату.
Оптимальною є комбінована радіометрично-флотаційна схема збагачення, яка дозволяє отримати з руди із вмістом ВеО — 0,37 % ґентгельвіновий концентрат, що містить ВеО — 5,15 % при вилученні 90 %. Фенакітові руди також можуть розроблятися.
Ястребецьке родовище фтор-рідкісноземельно-цирконієвих руд з урахуванням запасів комплексної сировини може бути віднесене до великих. За попередніми даними, при відкритому способі відробляння руд глибиною до 250 м рентабельність освоєння родовища становитиме ~30 %; термін окупності капітальних витрат — 5 років.